# Thomas Einwaller
Thomas Einwaller (Scheffau, 1977. április 25. –) osztrák nemzetközi labdarúgó-játékvezető.

## Pályafutása

### Nemzeti játékvezetés
A játékvezetői vizsgát 1992-ben tette le, majd különböző labdarúgó osztályokban szerezte meg a szükséges tapasztalatokat, 2001-ben kezdett a legmagasabb labdarúgó osztályban vezetni.

### Nemzetközi játékvezetés
Az Osztrák labdarúgó-szövetség Játékvezető bizottsága (JB) 2005-ben terjesztette fel nemzetközi játékvezetőnek, a Nemzetközi Labdarúgó-szövetség (FIFA) biróinak tagjai közé. Képességei alapján lehetősége volt arra, hogy a FIFA elit játékvezetőnek csoportjában eredményesen tevékenykedjen. Az osztrák JB-én keresztül több felkérést kapott a Svájci labdarúgó-szövetségtől. Több UEFA-kupa és UEFA Bajnokcsapatok Ligája találkozón szolgálta a labdarúgást. Az osztrák nemzetközi játékvezetők rangsorában, a világbajnokság-Európa-bajnokság sorrendjében többedmagával a 11. helyet foglalja el 6 találkozó szolgálatával. Az aktív nemzetközi játékvezetéstől 2012-ben a FIFA 45 éves korhatárát elérve búcsúzott.

#### Világbajnokság
A világbajnoki döntőhöz vezető úton Dél-Afrikába a XIX., a 2010-es labdarúgó-világbajnokságra a FIFA JB bíróként alkalmazta. 2008-ban a FIFA  JB beválasztotta a Dél-Afrikában tartandó labdarúgó-világbajnokság játékvezetőinek csoportjába.
| Időpont              | Helyszín                      | Mérkőzés típusa           | Mérkőzés           | Eredmény | Nézők száma |
| -------------------- | ----------------------------- | ------------------------- | ------------------ | -------- | ----------- |
| 2008. szeptember 10. | Friuli Stadion, Nantes        | előselejtező (8. csoport) | Olaszország–Grúzia | 2 : 0    | 27 164      |
| 2009. április 1.     | Hampden Park Stadion, Glasgow | előselejtező (9. csoport) | Skócia–Ízland      | 2 : 1    | 42 259      |
| 2009. szeptember 5.  | Neo GSP Stadion, Nicosia      | előselejtező (8. csoport) | Ciprus–Írország    | 1 : 2    | 5 191       |

2009-ben Egyiptomrendezte az U20-as labdarúgó-világbajnokságot, ahol a FIFA JB játékvezetőként alkalmazta.
| Időpont              | Helyszín                          | Mérkőzés típusa        | Mérkőzés            | Eredmény | Nézők száma |
| -------------------- | --------------------------------- | ---------------------- | ------------------- | -------- | ----------- |
| 2009. szeptember 27. | Városi Saupin Stadion, Port Szaíd | selejtező (E. csoport) | Brazília–Costa Rica | 5 : 0    | 16 000      |
| 2009. október 1.     | Nemzetközi Stadion, Kairó         | selejtező (B. csoport) | Tahiti–Nigéria      | 0 : 5    | 63 674      |
| 2009. október 6.     | Nemzetközi Stadion, Kairó         | egyik nyolcaddöntő     | Egyiptom–Costa Rica | 0 : 2    | 81 860      |

#### Európa-bajnokság
2006-ban a Luxemburg rendezte az U17-es labdarúgó-Európa-bajnokságot, ahol az UEFA JB bíróként foglalkoztatta.
| Időpont        | Helyszín                       | Mérkőzés típusa        | Mérkőzés                         | Eredmény |
| -------------- | ------------------------------ | ---------------------- | -------------------------------- | -------- |
| 2006. május 3. | Jos Nosbaum Stadion, Dudelange | selejtező (B. csoport) | Szerbia és Montenegró–Csehország | 1 : 2    |
| 2006. május 8. | Am Deich Stadion, Ettelbrück   | selejtező (A. csoport) | Spanyolország–Magyarország       | 2 : 0    |

2007-ben Hollandia rendezte az  U21-es labdarúgó-Európa-bajnokságot, ahol az UEFA JB bírói szolgálatra alkalmazta.
| Időpont             | Helyszín                      | Mérkőzés típusa           | Mérkőzés                | Eredmény |
| ------------------- | ----------------------------- | ------------------------- | ----------------------- | -------- |
| 2006. augusztus 16. | Megyeri úti Stadion, Budapest | előselejtező (6. csoport) | Magyarország–Finnország | 5 : 0    |

Az európai-labdarúgó torna döntőjéhez vezető úton Ukrajnába és Lengyelországba a XIV., a 2012-es labdarúgó-Európa-bajnokságra az UEFA JB játékvezetőként foglalkoztatta.

##### 2008-as labdarúgó-Európa-bajnokság
| Időpont           | Helyszín                     | Mérkőzés típusa           | Mérkőzés             | Eredmény | Nézők száma |
| ----------------- | ---------------------------- | ------------------------- | -------------------- | -------- | ----------- |
| 2007. október 17. | Tofik Bahramov Stadion, Baku | előselejtező (A. csoport) | Azerbajdzsán–Szerbia | 1 : 6    | 9 000       |

##### 2012-es labdarúgó-Európa-bajnokság
| Időpont             | Helyszín                      | Mérkőzés típusa           | Mérkőzés               | Eredmény | Nézők száma |
| ------------------- | ----------------------------- | ------------------------- | ---------------------- | -------- | ----------- |
| 2010. október 12.   | Laugardalsvöllur, Reykjavik   | előselejtező (H. csoport) | Izland–Portugália      | 1 : 3    | 9 767       |
| 2011. szeptember 2. | Windsor Park Stadion, Belfast | előselejtező (C. csoport) | Észak-Írország–Szerbia | 0 : 1    | 15 148      |

#### Olimpia
A 2008. évi nyári olimpiai játékok labdarúgó tornáján a FIFA JB játékvezetői feladatokkal bízta meg.
| Időpont             | Helyszín                       | Mérkőzés típusa        | Mérkőzés              | Eredmény | Nézők száma |
| ------------------- | ------------------------------ | ---------------------- | --------------------- | -------- | ----------- |
| 2008. augusztus 10. | Olimpiai Stadion, Csinhuangtao | selejtező (D. csoport) | Olaszország–Dél-Korea | 3 : 0    | 29 455      |
| 2008. augusztus 22. | Városi Stadion, Sanghaj        | bronzmérkőzés          | Belgium–Brazília      | 0 : 3    | 50 705      |